# Aligot del Cap
L'aligot del Cap (Buteo trizonatus) és una espècie d'ocell de la família dels accipítrids (Accipitridae), sovint considerat una subespècie de Buteo oreophilus. Habita muntanyes d'Àfrica oriental des del sud-est del Sudan i oest i centre d'Etiòpia, cap al sud fins a Tanzània i Malawi. El seu estat de conservació es considera gairebé amenaçat.